# 贝利尼 (北部省)
贝利尼（法語：Bellignies，法語發音：[bɛliɲi]）是法国上法蘭西大區北部省的一个市镇，属于埃尔普河畔阿韦讷区。

## 地理
贝利尼（50°19'43"N, 3°46'9"E）面积5.18 平方千米，位于法国上法蘭西大區北部省，该省份为法国最北部的省份及最长的省份，西北濒北海，西接加来海峡省，南至埃纳省和索姆省，东与比利时接壤。
与贝利尼接壤的市镇（或旧市镇、城区）包括：居西尼、圣瓦斯特、贝特勒希、乌丹莱巴韦。

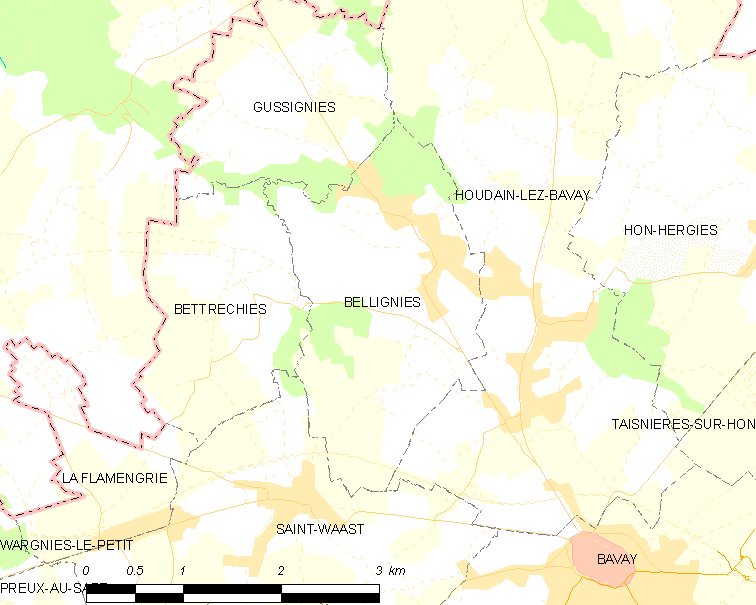
的OSM定位图

贝利尼的时区为UTC+01:00、UTC+02:00（夏令时）。

## 行政
贝利尼的邮政编码为59570，INSEE市镇编码为59065。

## 政治
贝利尼所属的省级选区为欧努瓦-艾姆里县。

## 人口

1962-2008年间人口变化图示

贝利尼于2022年1月1日时的人口数量为810人。